# Palting
Palting è un comune austriaco di 912 abitanti nel distretto di Braunau am Inn, in Alta Austria.